# Буркати
Буркати (пол. Burkaty) — село в Польщі, у гміні Сонськ Цехановського повіту Мазовецького воєводства.
Населення — 138 осіб (2011).
У 1975-1998 роках село належало до Цехановського воєводства.

## Демографія
Демографічна структура станом на 31 березня 2011 року:
|          | Загалом | Допрацездатний вік | Працездатний вік | Постпрацездатний вік |
| -------- | ------- | ------------------ | ---------------- | -------------------- |
| Чоловіки | 64      | 11                 | 45               | 8                    |
| Жінки    | 74      | 19                 | 38               | 17                   |
| Разом    | 138     | 30                 | 83               | 25                   |